# Bitva o Mosul (2016–2017)
Bitva o Mosul (arabsky معركة الموصل‎) byla vojenská operace iráckých vládních jednotek, spojeneckých milicí, iráckého Kurdistánu a mezinárodních sil proti islamistické teroristické organizaci Islámský stát v severoiráckém Mosulu a jeho okolí. Jejím úspěšně dosaženým cílem bylo dobýt Mosul z rukou Islámského státu, který se zmocnil města v červnu 2014. Ofenziva za znovudobytí druhého největšího iráckého města začala 16. října 2016 a za skončenou byla prohlášena 10. července 2017. Jednalo se o největší nasazení iráckých sil od invaze v roce 2003.
Bitva navázala na mosulské ofenzívy z let 2015 a 2016. Ve městě žilo až 1,5 milionu obyvatel a bitvu provázela humanitární krize i válečné zločiny. IS také zneužíval civilisty jako živé štíty.

## Bitva o předměstí
V první fázi bitvy vládní a kurdské síly dobyly 90 % okolních sídel a připravovali se na útok na vlastní město, který bude proveden z pěti míst. IS mezitím napadal nepřátelské kolony a zadní pozice metodou rychlých útoků.

## Dobytí východní části Mosulu
Během tří měsíců tvrdých bojů o každý dům postupovaly vládní síly z východu na západ směrem k řece Tigris. Útok provedly čtyři oddělené skupiny na frontě široké 8-9 km. Plán na rychlý útok se nezdařil a během postupného obsazování města některé vládní jednotky i přes masivní nasazení letectva a dělostřelectva v městské zástavbě utrpěly až 40% ztráty.
18. ledna 2017 Irácká armáda obsadila ruiny starověkého Ninive, čímž dokončila dobývání východní části Mosulu na levém břehu řeky Tigris.

## Dobývání západního Mosulu
Po dobytí levobřežní části města boje ve městě na tři týdny utichly. V této době se vojáci přeskupovali a vládní vojska obsadila letiště na západě a vojenskou základnu na jihu od města. 9. obrněná divize a místní domobrana obsadily přístupové cesty do města, v březnu bylo město zcela obklíčeno.

## Likvidace obklíčené kapsy v centru
V červnu zahájily vládní síly útok na centrum města s hustou zástavbou a úzkými ulicemi, bráněnými zhruba 300-400 bojovníky IS. Irácká armáda oznámila plné dobytí města již 7. června.

## Analýza
Ačkoliv se jednalo o rozhodné vítězství irácké armády, která dobyla největší město ovládané islámským státem, ukázala těžké nedostatky nesourodé koalice iráckých sil a jejich spojenců a velkou schopnost islamistů bránit zastavěné území s použitím těžkých zbraní, maskování a rychlých přesunů. Osvoboditelé narazili na obrovské množství pastí a čelili houževnaté obraně i přepadovým protiútokům teroristů. Mudžahedíni také často používali sebevražedné útoky, které měly značný vliv na nepřátelskou morálku. Taktika obou stran se neustále měnila. Zcela selhal pokus proniknout do města obrněnou kolonou, která byla zboku snadno zranitelná a musela být zachraňována letecky. Vysoká koncentrace spojeneckých jednotek ve městě způsobila jejich nedostatek v jiných místech země a umožnila IS přejít do protiútoků. Na přelomu let 2016 a 2017 se již irácké síly poučily a zaútočily na třech frontách současně, čímž využily svou početní převahu a znemožnily islamistům provádět protiútoky.

## Zločiny
Od samého počátku okupace Mosulu silami Islámskému státu se objevovaly zprávy o masových popravách lidí, které islamisté považují za své nepřátele. Od zahájení operace jsou také hlášeny případy únosů lidí, často ještě dětí, kteří pak jsou nuceni sloužit jako vojáci Islámskému státu, sebevražední atentátníci nebo živé štíty.
Brzy se však objevily také zprávy o zločinech irácké armády, často doložené fotografiemi nebo videozáznamy, které popisují úmyslné zabíjení dětí obviněných z podpory terorismu, znásilňování, rabování a mučení zajatců i podezřelých osob.